# Conor McDermott
Conor Francis McDermott (Nashville, 19 ottobre 1992) è un giocatore di football americano statunitense che milita nel ruolo di offensive tackle per i Los Angeles Rams della National Football League (NFL).

## Carriera

### New England Patriots
Al college Wise giocò a football con gli UCLA Bruins dal 2013 dal 2016. Fu scelto nel corso del sesto giro (211º assoluto) del Draft NFL 2017 dai New England Patriots. Il 2 settembre 2017 fu svincolato.

### Buffalo Bills
Il 3 settembre 2017, McDermott firmò con i Buffalo Bills, con cui debuttò come professionista subentrando nella gara del terzo turno vinta contro i Denver Broncos.

### New York Jets
Dopo essere stato svincolato, il 4 ottobre 2019 McDermott firmò con i New York Jets.

### Ritorno ai Patriots
Il 22 novembre 2022 McDermott firmò per fare ritorno ai Patriots.

### Los Angeles Rams
Il 6 agosto 2024 McDermott firmò con i Los Angeles Rams. Fu inserito in lista infortunati il 28 agosto.